# Þrándarjökull
Þrándarjökull és una glacera d'Islàndia, situada en la regió d'Austurland, a l'est de l'illa. Es troba 20km al nord-est de Vatnajökull, la glacera més gran de l'illa.
El Þrándarjökull és la glacera més oriental d'Islàndia. Té una alçada de 1.236 msnm i cobreix 22 km².